# Eran Liss
Eran Liss (Hebreeuws: ערן ליס) (Rischon LeZion, 2 juli 1975) is een Israëlische schaker. Hij is sinds 1995 een  grootmeester (GM).  
In 1988 werd hij in Timișoara wereldkampioen bij de jeugd tot 14 jaar. In 1998 werd hij kampioen van Israël door in de finale te winnen van Victor Mikhalevski. 
In 1989 had hij deelgenomen aan het Europees schaakkampioenschap voor landenteams. 
In 1993 werd hij Internationaal Meester (IM), twee jaar later werd hij grootmeester. 